# Ad Vitam (Fernsehserie)
Ad Vitam ist eine französische dystopische Fernsehserie aus dem Jahr 2018. Die Erstveröffentlichung erfolgte auf Arte zunächst in der Mediathek, bevor die Serie ins reguläre Programm und später ins Angebot von Netflix übernommen wurde. Sie umfasst eine in sich abgeschlossene Staffel mit sechs Folgen zu je einer Stunde Spielzeit. Der Titel ist der lateinischen Sprache entnommen und bedeutet so viel wie „zum Leben“.
Die Szenen wurden zumeist in Benidorm (Spanien) und Paris gedreht.

## Handlung
In einem nicht näher bezeichneten französischsprachigen mediterranen Land in naher Zukunft startet gerade eine Abstimmung zur Geburtenkontrolle. In Anlehnung an die genetische Besonderheit von Quallen, sich quasi ständig zu regenerieren, ist es der Wissenschaft gelungen, durch eine Regenerationskur das Leben der Menschen unendlich zu verlängern. Das Verfahren kann ab dem 30. Lebensjahr angewendet werden. Daher sind die wenigen noch gezeugten Kinder erst ab diesem Zeitpunkt volljährig. Allerdings haben nicht alle Menschen die nötige genetische Disposition für eine erfolgreiche Verjüngung. Politik und Gesellschaft fordern von jedem Bürger die Pflicht ein, sich gesund und konform zu verhalten, damit die Verjüngung immer effizient ist. Nutztierhaltung gibt es daher nicht mehr. Auch Haustiere – bis auf Quallen – sind ebenso tabu wie das Rauchen oder der Konsum von Alkohol. Subtile Überwachung mittels Smartphone und Drohnen ist allgegenwärtig. Die Selbstverwirklichung – Raum zum Leben, wie es die Regenerierten nennen – ist das gesellschaftlich akzeptierte Ziel.
Als die Welt den Geburtstag der ältesten Frau der Welt mit 169 Jahren feiert, werden am Strand die Leichen von einigen Jugendlichen angespült. Alle sind durch einen Kopfschuss gestorben und haben eine Tätowierung in Form von zwei Punkten. Einer der Toten hatte zuvor seine Untauglichkeit zur Regeneration festgestellt. Alles deutet auf einen Massenselbstmord hin, wie er bereits zehn Jahre zuvor von Jugendlichen verübt wurde: Die Gesellschaft drängte die Jugendlichen immer mehr zurück, was Revolten und Aufstände zur Folge hatte. Der junge frustrierte Virgil Berti, genannt Caron, hatte eine radikale Lösung vor Augen. Seine Vision war, ein ultimatives Zeichen durch einen kollektiven Suizid zu setzen. Er bildete die Gruppe SAUL und rekrutierte ein Dutzend Jugendliche, unter ihnen auch Christa Novak und ihren Freund Nahel. Anders als ihr Freund tauchte sie jedoch nicht bei dem vereinbarten Treffen auf, an dem die Gruppe Massensuizid beging, weil ihre Eltern sie an diesem Abend zurückhielten. Caron fand jedoch nicht den Mut, sich selber zu töten, und der Kopfschuss seines Freundes Linus misslang. Caron brachte ihn in ein nahes Krankenhaus. Seitdem ist Linus geistig verwirrt. Er führt Jahre später dennoch eine Kommune an, die sich dem System verweigert und alle Konventionen bricht. So züchten sie etwa Ratten in großem Stil, um deren Fleisch zu essen, und stellen synthetische Drogen her.
Darius Asram, der damals die Ermittlungen leitete, wird erneut mit dem Fall beauftragt. Er nimmt Kontakt zu Christa auf. Die heute 24-Jährige ist seit dem Vorfall in einer psychiatrischen Einrichtung zur Umerziehung. Es wird Darius’ letzter Fall werden, da eine Regelung besagt, dass Polizisten maximal 99 Jahre Dienst tun dürfen; andernfalls könnten die psychischen Belastungen zu groß werden. Mit diesem Fakt hadert Darius. Er sperrt sich gegen die psychologischen Beratungen bezüglich seiner nächsten Berufswahl. Christa steht Darius zunächst sehr ablehnend gegenüber, willigt aber dennoch in eine Zusammenarbeit ein, um die Anstalt vorübergehend verlassen zu können. Darius bittet sie, im Stadtteil Attenberg nach weiteren potentiellen Mitgliedern von SAUL zu suchen. Dafür darf Christa bei ihren Eltern übernachten. Darius verspricht ihr auch, sich für eine Strafverkürzung einzusetzen, was Christa jedoch ablehnt; stattdessen fordert sie ein Einzelzimmer in der Umerziehungsanstalt.
Christas Eltern lehnen ihre Tochter immer mehr ab. Sie sind mit ihren 160 Jahren unfähig, eine Beziehung zu ihr aufzubauen. Sie fürchten sich sogar vor Christa und ihren Ansichten. Christa konfrontiert sie mit der Aussage, sie sollten besser ihre Qualle, die sie als Haustier halten, als Tochter nehmen. Es kommt zum endgültigen Bruch, als Christa eine in einem Baum versteckte Handfeuerwaffe hervorholt. Darius nimmt Christa daraufhin in seinen Haushalt auf. Es kommt zu einer Annäherung zwischen dem Mädchen und Darius’ Ehefrau Béat, was deren langgehegten Kinderwunsch verstärkt. Doch Darius, traumatisiert durch den Tod seines Sohnes vor 80 Jahren, geht der Frage des Kinderwunsches systematisch aus dem Weg. Im Zuge der Ermittlungen stoßen Christa und Darius auf rund 200 verschwundene Minderjährige.
Christa wird in Attenberg von einer Priesterin zu einem Trauergottesdienst bzw. Sterbezeremoniell eingeladen und glaubt bei der Zeremonie Caron wiederzuerkennen. Sie kann diesen jedoch nicht verfolgen, da die Priesterin das Symbol von SAUL an ihrem Arm erkennt. Daraufhin wird Christa von einigen Kirchenmitgliedern wegen der Repressalien, denen die Kirche nach den Selbstmorden ausgesetzt war, zusammengeschlagen. Die Aktion war allerdings nicht umsonst, da Christa kurz darauf von der potentiell einschlägigen Gruppe auf ihrem Handy kontaktiert wird. Die Polizei kann die Handynachricht zur Jugendeinrichtung Avenir zurückverfolgen. Caron hat nach dem Massensuizid landesweit die Avenir-Zentren für offene Jugendarbeit gegründet, in der sich die Minderjährigen ohne Überwachung, aber dennoch staatskonform, treffen und tanzen können oder Workshops abhalten.
Eines Abends erscheint Linus bei Christa und bringt sie in sein Versteck. Es ist unklar, ob er sich noch an sie erinnern kann. Beide suchen im Anschluss einen Club auf und Linus bietet Christa Drogen an, die sie gezwungenermaßen einnimmt. Im Rausch rennt sie zunächst einen Tunnel entlang und steht am Ende plötzlich vor Nahels Urnengrab. Sie wacht daraufhin in einem Bus auf und setzt Darius über die Geschehnisse in Kenntnis. Aufgrund der Beschreibung Christas kann das Versteck von Linus identifiziert werden. Bei der Durchsuchung nimmt Christa ein Speichermedium mit, das mit dem Namen ihres Freundes Nahel beschriftet ist. Auf dem Medium ist Nahel zu sehen, der vom nicht sichtbaren Caron mit Worten bedrängt wird, weil dieser an seiner Loyalität zweifelt.
Im Zuge der Durchsuchung stellt Darius fest, dass ein vermeintlich gesuchtes Mitglied der Gruppe wohl auf einer Avenir-Party erscheint. Auf der Party mit Hunderten von Jugendlichen mischt sich Darius mit seinem Team unter die Feiernden, um das Mitglied zu fassen und Erkenntnisse über das Verschwinden der Minderjährigen zu erhalten. Das Mitglied von Linus’ Gruppe erkennt die Ermittler und flüchtet, wird aber von Darius zu Fuß verfolgt. Als der Junge nicht mehr entkommen kann, springt er von einer Klippe in den Tod. Ein Suizid ist in der Gesellschaft der ewig Lebenden moralisch das Verwerflichste und daher schließt die Regierung sofort alle Avenir-Zentren von Caron alias Virgil. In einem Interview beschwert sich Virgil/Caron über den Umgang der Gesellschaft mit den Jugendlichen. Christa hört das Interview und erkennt sowohl die Stimme als auch die Worte von Caron wieder.
Christa entziffert für die Polizei chiffrierte Schriften, die in Linus’ Versteck gefunden wurden. Darius und sein Kollege Lesky befragen den Onkel des toten Jungen, der weder Anteilnahme zeigt noch eine große Hilfe ist. Seiner Meinung nach ist es unnötig, den Tod von Minderjährigen aufzuklären, da Kinder wegen der Überbevölkerung sowieso eine Belastung darstellten. Linus wird im Krankenhaus ausfindig gemacht und verhaftet, verrät aber bei der Befragung kein Wort. Bei seiner Überführung zum Haftrichter wird er von der Mutter eines der vermeintlichen Selbstmörder erschossen.
Dank einer der Skizzen aus Linus’ Wohnung und der Spuren eines absolut verunstalteten Opfers finden Darius und Christa ein verlassenes Sanatorium, das als Übergangsquartier für Jugendliche diente, die sich wohl der Bewegung anschließen wollten. Dort wurden die zur Regeneration untauglichen Jugendlichen umgebracht. Dadurch erkennt die Polizei, dass es sich nicht um Selbstmörder handelt. Die Polizei benötigt nun Christas Hilfe nicht mehr. Diese hat allerdings den Plan, Caron umzubringen, und nimmt dafür die im Handschuhfach von Darius befindliche Handfeuerwaffe an sich. Mit der Waffe erschießt sie Caron/Virgil im selben Stadion, in dem dieser zehn Jahre zuvor die Jugendlichen zum Selbstmord animiert hat. Nach dem Mord wird Christa niedergeschlagen und entführt.
Zur Finanzierung der Avenir-Zentren ist Caron eine Public-Private-Partnerschaft mit einem Konsortium unter Führung von Odessas Handlanger eingegangen. Im Gegenzug hat das Unternehmen die Daten von Jugendlichen erhalten und verwendet diese, um die Jugendlichen zu kategorisieren. Jugendliche mit positivem Regenerationstest werden für Zwecke des Unternehmens weiterverwendet, alle anderen wurden umgebracht, weil sie für die Unternehmenszwecke unbrauchbar sind. Auch Christa ist nach dem Mord an Caron/Virgil in den Händen der Odessa-Organisation.
Darius, mit dessen Waffe Christa Caron umgebracht hat, wird aus dem Polizeidienst entlassen, da er die maximale Dienstzeit bei der Polizei erreicht hat. Derweil ist Christa verschwunden. Darius ermittelt jedoch weiter, um sie zu finden, und stößt auf den Leiter des Museums Stern, Charles Vanghen, und dessen Verbindungen zu der Unternehmerin Odessa. Er bittet seine Exkollegen – allen voran Elias Azuelo – eine Überwachung einzuleiten, doch statt zu helfen, versucht Elias Darius aus dem Weg zu räumen. Anhand des Mobiltelefons von Elias erkennt Darius, dass eine geheime Veranstaltung im Museum Stern stattfindet, und nimmt anstelle von Elias daran teil. In einem geheimen Zirkel um Odessa werden Christa und andere Jugendliche präsentiert: Der Prozess der Verjüngung wird umgekehrt. Vor den Augen einer illustren Gesellschaft altern die Jugendlichen in wenigen Minuten und sterben schließlich. Die unsterblichen Erwachsenen ergötzen sich an diesem Prozess, von dem sie befreit sind, und feiern so ihre eigene Unantastbarkeit. Die Körper der Jugendlichen sind am Ende deformiert und werden im Meer entsorgt. Darius kann Christa mit Waffengewalt aus dem Verjüngungsbecken befreien, wird dabei jedoch von einer Glasscherbe schwer verwundet. Kurz vor seinem Tod erzählt er Christa noch, wie sehr er sich über den von seiner Frau Béat angekündigten Nachwuchs freut. Dann schickt er Christa fort, um sie vor der Polizei zu schützen, deren Sirenen im Hintergrund zu hören sind.
Christa sucht Béat auf, um ihr von der heldenhaften Tat ihres Mannes zu erzählen. Am Ende macht sie sich mit weiteren Jugendlichen in einem Boot zu einem anderen Ort auf. Denn vor der Küste soll es eine Insel geben, auf der Menschen leben, die ganz normal altern.

## Rezeption
Von der Kritik wurde die Serie sehr positiv aufgenommen. Torsten Zarges vom Online-Magazin DWDL.de legt den Blick auf die Gesellschaftskritik: Der kritische Aspekt sei hier im Genre Science-Fiction, das vom Morgen erzählt, um das Heute zu hinterfragen, sehr gut umgesetzt. Der Zuschauer werde ständig animiert, sich mit den ethischen und moralischen Fragen des Plots zu befassen.

„Wenn man die ersten zwei Folgen des Sechsteilers anschaut, ist man zunächst damit beschäftigt, diese seltsame Welt einordnen zu wollen, die zwar äußerlich so vertraut scheint, jedoch in grundlegenden Fragen des menschlichen Miteinanders so vollkommen anders tickt.“

Ähnlich sieht es Heike Hupertz im Feuilleton der FAZ: Der Traum vom ewigen Leben werde in Ad vitam zum Albtraum und die Zuschauenden würden immer wieder gefordert, sich eigene Gedanken zu machen:

„Diese französische Serie stellt die brisante Frage mit einer auch sinnlich-praktisch ansprechenden Ernsthaftigkeit auf, die man hierzulande vom Fernsehen kaum gewohnt ist.“

Christian Buß lobt in seiner Rezension für den Spiegel die filmische Umsetzung, die minimalistisch daherkomme. Er sieht Anleihen beim Film Noir oder Meisterwerken wie Blade Runner, um das triste Leben in der Endlosschleife zu zeigen:

„So sieht risikofreudiges europäisches Serienfernsehen aus, das sich selbstbewusst den Themen der Zeit stellt.“

Der Bayerische Rundfunk geht in seiner Kritik im Jugendkanal Puls besonders auf den dargestellten Konflikt einer Generation in der Warteschleife ein, in der die eigenen Eltern nicht mehr sterben und junge Menschen eher stören:

„Die Welt, die ‚Ad Vitam‘ zeigt, ist eigentlich unsere eigene: Eine Welt nämlich, in der die Jungen immer länger von den Älteren abhängig sind. In der Politiker über ihre Köpfe und Interessen hinweg regieren und den Jüngeren Chancen nehmen.“

Die internationale Kritiker-Jury des Festivals Séries Mania im Mai 2018 zeichnete Ad Vitam als beste französische Serie aus. Die Serie nahm 2018 am kanadischen Toronto Film Festival und am israelischen Utopia Festival teil und wurde lobend von der Kritik erwähnt, erhielt aber keine Prämierungen. Außerhalb Europas kam der Serie keine größere Beachtung zu. So findet sich auch keine Wertung auf Rotten Tomatoes.

## Besetzung und Synchronisation
| Rollenname                  | Rolle                                     | Schauspieler      | Synchronsprecher  |
| --------------------------- | ----------------------------------------- | ----------------- | ----------------- |
| Darius Asram                | Polizist                                  | Yvan Attal        | Thomas Schmuckert |
| Christa Novak               | Mitglied des Widerstands                  | Garance Marillier | Lydia Morgenstern |
| Béat Asram                  | Ehefrau von Darius                        | Anne Azoulay      | Dana Friedrich    |
| Odessa                      | skrupellose Unternehmerin                 | Ariane Labed      |                   |
| Odessas Handlanger          | Handlanger der skrupellosen Unternehmerin | Alex Martin       |                   |
| Léonard Ader, genannt Linus | ehemaliges Mitglied des Widerstands       | Rod Paradot       |                   |
| namenlose Priesterin        | Priesterin                                | Hanna Schygulla   |                   |
| Virgil Berti, genannt Caron | Mitglied des Widerstands                  | Niels Schneider   | Jannik Endemann   |
| Elias Azuelo                | korrupter Kollege von Darius              | Adel Bencherif    | Simon Derksen     |
| Colonel Han                 | Vorgesetzte von Darius und Elias          | Aurélia Petit     |                   |
| Théo Lesky                  | Polizist und Aufpasser von Christa        | Victor Assié      | Julius Jellinek   |